# Ctenomys sericeus
El tuco-tuco sedoso (Ctenomys sericeus) es una especie de roedor histricomorfo de la familia Ctenomyidae. Habita en el sur del Cono Sur de Sudamérica. 

## Distribución geográfica
Se consideraba a Ctenomys sericeus una especie endémica de la Argentina y a Ctenomys coyhaiquensis un endemismo de Chile. Sin embargo, en el año 2020 una publicación de los zoólogos Pablo Teta y Guillermo D’ Elía redujo a esta última a solo un sinónimo más moderno de la primera (la descrita con mayor antigüedad). De esta manera su distribución geográfica comprende las provincias de la Patagonia argentina Chubut y Santa Cruz, así como también áreas limítrofes de la Región de Aysén, en la Patagonia chilena. Habita en estepas arbustivas, semidesérticas y frías.

## Fuente
- Baillie, J. 1996. Ctenomys sericeus. 2006 IUCN Lista Roja de Especies Amenazadas; consultado el 29 de julio de 2007.